# Chironemus
Pour le synonyme de genre d'acariens Chironemus Canestrini & Fänzago, 1876, voir Tarsonemus.
Genre
Synonymes
- Threpterius Richardson, 1850

Chironemus est un genre de poissons marins de la famille des Chironemidae.

## Liste des espèces
Selon World Register of Marine Species (16 avril 2023) :
- Chironemus bicornis (Steindachner, 1898)
- Chironemus delfini (Porter, 1914)
- Chironemus georgianus Cuvier, 1829
- Chironemus maculosus (Richardson, 1850)
- Chironemus marmoratus Günther, 1860
- Chironemus microlepis Waite, 1916

Noms en synonymie
- Chironemus spectabilis (Hutton, 1872), un synonyme de Chirodactylus spectabilis (Hutton, 1872)

## Systématique
Le nom valide complet (avec auteur) de ce taxon est Chironemus Cuvier, 1829.
Chironemus a pour synonyme :
- Threpterius Richardson, 1850

## Publication originale
- Cuvier G., Valenciennes A. (1829). Histoire naturelle des poissons. Tome troisième. Suite du Livre troisième. Des percoïdes à dorsale unique à sept rayons branchiaux et à dents en velours ou en cardes. .G. Levrault. Paris. 500 pp.